# Ovabunda hamsina
Ovabunda hamsina is een zachte koraalsoort uit de familie Xeniidae. De koraalsoort komt uit het geslacht Ovabunda. Ovabunda hamsina werd in 1997 voor het eerst wetenschappelijk beschreven door Reinicke. 